# Sint-Hubertuskapel (Heel)
De Sint-Hubertuskapel is een kapel in het dorp Heel in de Nederlandse gemeente Maasgouw. De kapel staat aan de noordrand van het dorp aan de Boslaan tegenover nummer 11 in een bosgebiedje.
In het zuiden van het dorp staan de Mariakapel, de Kapel van het Kindje Jezus van Praag en de Onze-Lieve-Vrouw-van-Rustkapel.
De kapel is gewijd aan de heilige Hubertus van Luik.

## Gebouw
De witte kapel is een niskapel gebouwd op een vierkant plattegrond en wordt gedekt door een donker zadeldak. De gevels zijn wit van kleur en hebben in de bovenste helft een steenprofiel. In de onderste helft zijn er rechthoekige uitsparingen aangebracht.
In de frontgevel bevindt zich de rondboogvormige nis die wordt afgesloten met een spijlenhekje. In de nis staat een beeld van de heilige Hubertus.